# 西村光生
西村 光生（にしむら みつお、1990年1月22日 - ）は日本の男子ボート選手（ローイング選手）。愛媛県出身。
愛媛県立宇和島水産高等学校を経て、仙台大学体育学部体育学科卒業。2009年にチェコで開催された世界U23ボート選手権の男子軽量級舵手無しフォアで銀メダルを獲得した。世界U23ボート選手権での日本のメダル獲得は初めてであった。